# Bombastium
| Portal | Portal:Disney |

Bombastium er et fiktivt grundstof som ikke findes i det periodiske system. Bombastiums atomnummer er ukendt. Stoffet blev første gang omtalt af Carl Barks i 1957 i en Onkel Joakim-historie i bladet Uncle Scrooge No. 17. Her kan man bl.a. læse om stoffet, at det skulle være det mest sjældne stof i verden. Selvom det derfor er utroligt eftertragtet, er der dog ingen, der ved, hvad det kan anvendes til. Eneste kendte egenskab ved stoffet (som skal holdes konstant dybfrosset og minder mistænkeligt meget om sodavandsis) er, at det har en ny smag, hver gang man smager på det. 
Det sidst kendte eksisterende stykke bombastium var i 1957 i Joakim von Ands besiddelse, som han købte for en trillion og seks badekar, og derved kom hans pengemåler ned under 75 meter. På daværende tidspunkt var det ekstremt efterstræbt af agenter fra landet Brutopia.
Bombastiummet optrådte også i et afsnit af Rip, Rap og Rup på eventyr hvor det virkede som kraftkilde til en tidsmaskine, opfundet af Georg Gearløs
Læs om historien, hvor Bombastium første gang blev nævnt, på Inducks Arkiveret 11. marts 2007 hos  Wayback Machine